# Idsingen
Idsingen ist ein Ortsteil der Stadt Walsrode im niedersächsischen Landkreis Heidekreis. In dem Heidedorf, in dem die Landwirtschaft das Bild bestimmt, leben ca. 170 Einwohner auf einer Fläche von 9,5 km².

## Geografie
Idsingen liegt im nördlichen Bereich der Stadt Walsrode, acht Kilometer nordwestlich vom Kernort Walsrode. Nachbarortschaften sind – von Norden aus im Uhrzeigersinn – Sieverdingen, Ebbingen, Fulde, Hamwiede (Stadt Walsrode) und Heins (Gemeinde Kirchlinteln).

## Geschichte
Die Anfänge des Ortes Idsingen reichen bis in das Jahr 1385 zurück. Seit der Gebietsreform, die am 1. März 1974 wirksam wurde, ist die vorher selbstständige Gemeinde Idsingen eine von 23 Ortschaften der Stadt Walsrode.

## Politik
Ortsvorsteher ist Dieter Grobe.

## Kultur und Sehenswürdigkeiten
- Von außen besichtigt werden kann ein alter Transformatorenturm in der Ortsmitte. Er ist eine Außenstelle des Heidemuseums in Walsrode.

## Wirtschaft und Infrastruktur
Idsingen liegt fernab des großen Verkehrs. Die Bundesautobahn 27 verläuft 2 km entfernt südlich. Die von Bad Fallingbostel über Walsrode und Rethem nach Nienburg führende Bundesstraße 209 verläuft südöstlich, 9 km entfernt.
In Idsingen gibt es keine Straßenbezeichnungen, sondern nur Hausnummern, nach denen sich Einwohner, Postboten, Lieferanten und Besucher orientieren müssen.